# T-34/100 (T-100)
T-34/100 (T-100) — египетский истребитель танков, созданный на базе среднего танка Т-34-85.

## История создания
После окончания Второй Мировой войны, СССР и страны Варшавского договора активно производили поставки военной техники своим восточным союзникам. Значительную часть поставок для египетской армии составляли танки Т-34-85. Было там и некоторое количество противотанковых пушек БС-3.
После поражения арабских сил в Шестидневной войне 1967 года на смену устаревшим Т-34-85 стали приходить более современные танки, оставшиеся же в строю Т-34-85 были переделаны в противотанковые САУ Т-100 путём установки в значительно изменённую башню противотанковой пушки БС-3. Количество произведённых истребителей танков Т-100 точно неизвестно.

## Боевое применение
Т-100 применялись египтянами в войне Судного дня, о чем свидетельствуют трофейные машины, встречающиеся в военных музеях Израиля.